# Josefine Beinke
Josefine „Josy“ Corinn Beinke (* 1. Juni 1992 in Herford) ist eine deutsche Rallye-Copilotin und wohnt in Bünde, Ostwestfalen. Bekannt wurde sie durch internationale Erfolge an der Seite von Christian Riedemann.

## Karriere

### 2007 bis 2010
Josefine C. Beinke, Tochter des Rallyefahrers Jürgen Beinke aus Rödinghausen, gab ihr Rallye-Debüt im Jahr 2007 bei der nationalen Rallye Peine an der Seite ihres Vaters. Zwei Jahre später bestritt sie ihren ersten Lauf zur Deutschen Rallye Meisterschaft, ebenfalls an der Seite ihres Vaters. In der Saison 2010 begleitete sie den deutschen Nachwuchsfahrer Christian Riedemann in der Fiesta Sport Trophy international, die im Rahmen der Rallye-Weltmeisterschaft ausgetragen wurde. Die beiden holten den Trophy-Sieg bei der Rallye Deutschland und der Rallye Katalonien in Spanien.
Ihr  größter Erfolg ist der vierte Platz in der Junior World Rally Championship bei der Rallye Deutschland. Außerdem bestritt Beinke im selbigen Jahr den IRC Lauf auf Zypern mit dem österreichischen Rallyefahrer Franz Wittmann jr im Peugeot 207 S2000, dort schieden die beiden jedoch aus.

### 2011 bis 2013
In der Saison 2011 zog Beinke sich aus der internationalen Rallye-Szene zurück, um sich ihrer Ausbildung zu widmen. Sie begleitete den niederländischen Rallyefahrer Jan Nijhof, mit dem sie einen Gesamtsieg bei der ShortRally in Hengelo erreichen konnte. Zuletzt nahmen die beiden an der Rallye Köln-Ahrweiler teil. Dort schieden sie kurz vor dem Ziel aus. 
In der darauffolgenden Saison im Jahr 2012 bestritt Josefine ausgewählte Veranstaltungen mit verschiedenen Fahrern in Deutschland und im angrenzenden Ausland. Erst im Jahr 2013 gelang es ihr, zurück an die Seite eines jungen Piloten zu kommen. Sie begleitete den Junior Dominik Dinkel im ADAC Opel Rallye Cup und beendete die Saison auf dem 4. Platz unter 24 Teilnehmern. Erwähnenswert ist auch ein Gesamtsieg an der Seite von Ronald Leschhorn bei der ADAC Rallye Grönegau auf Peugeot 207 S2000 und ihr erster Einsatz im Opel Werksteam bei der Waldviertel Rallye mit Marijan Griebel auf Opel Adam R2.

### 2014 bis heute
In ihrem 8. Jahr als Rallye-Copilot wird Josy im ADAC Opel Rallye Junior Team mit Fabian Kreim an Läufen zur Deutschen Rallye Meisterschaft, sowie dem EM-Lauf in Belgien und dem WM Lauf in Deutschland, teilnehmen.